# مارتن فـان دير وانت
مارتن فـان دير وانت (بالهولندية: Maarten Van der Want)‏ هو لاعب كرة قدم هولندي في مركز حراسة المرمى، ولد في 15 يناير 1995 في دلفت في هولندا. لعب مع أولبيا كالسيو 1905.

## وصلات خارجية
- مارتن فـان دير وانت على موقع قاعدة بيانات كرة القدم.إي يو (الإنجليزية)
- مارتن فـان دير وانت على موقع Soccerway.com (الإنجليزية)